# Leobino de Chartres
San Leobino de Chartres (Lubin en francés) (f. 556) fue un eremita, abad y obispo francés. 

## Biografía
Los padres de San Leobino eran campesinos que vivían cerca de Poitiers, y desde niño trabajó en el campo. Su sed de conocimiento lo llevó a ingresar en el monasterio de Noailles, donde le emplearon en trabajos domésticos. y después le ordenaron sacerdote. Por consejo de San Carilefo, Leobino buscó al ermitaño San Avito, quien le recomendó que continuara en el monasterio un poco más y que luego regresara con él, a Le Perché.
Leobino ingresó en una abadía cercana a Lyon. En ese tiempo, estalló la guerra entre francos y borgoñones. Cuando fue invadido por los guerreros, los monjes huyeron del monasterio, a excepción del propio Leobino y un anciano. Torturaron al santo, sumergiéndole en el río para que les revelera donde estaban enterrados una teóricos tesoros. Como no obtuvieron resultados positivos, lo dejaron ahí para que se ahogara. Sin embargo, Leobino se salvó y, con dos compañeros regresó a Le Perché, donde Avito le recibió en su monasterio. Al morir éste, Leobino volvió a vivir como un ermitaño. El obispo Aterio de Chartres, lo nombró abad de Brou. Aunque no estaba cómodo con su nuevo cargo, obedeció los consejos de San Cesario y poco después, lo nombraron sucesor de Aterio en Chartres como obispo de Chartres. Tomó parte en el quinto Concilio de Orleáns y en el segundo de París. Murió el 14 de marzo, más o menos en el año 558, después de una enfermedad prolongada.